# ایالت ناساراوا
ایالت ناساراوا (به لاتین: Nasarawa) یک ایالت در نیجریه است که ۲۷٬۱۱۷ کیلومترمربع مساحت و ۲٬۰۴۰٬۱۱۲ نفر جمعیت دارد.